# Karl Rudolf Wilhelm Klose
Karl (auch: Carl) Rudolf Wilhelm Klose (* 6. Oktober 1804 in Hamburg; † 7. Juli 1873 ebenda) war ein deutscher lutherischer Theologe und Bibliothekar.

## Leben
Klose besuchte unter Johann Gottfried Gurlitt das Johanneum und studierte ab 1826 in Halle und Breslau Evangelische Theologie. An der Universität Göttingen habilitierte er sich im Januar 1830 und dozierte dort anschließend Exegese. Als Privatdozent wurde er 1832 an die Universität Kiel berufen und blieb 10 Jahre lang dort. Er las über Geschichte und Exegese, während er sieben Jahre lang auch Universitätsbibliothekar war.

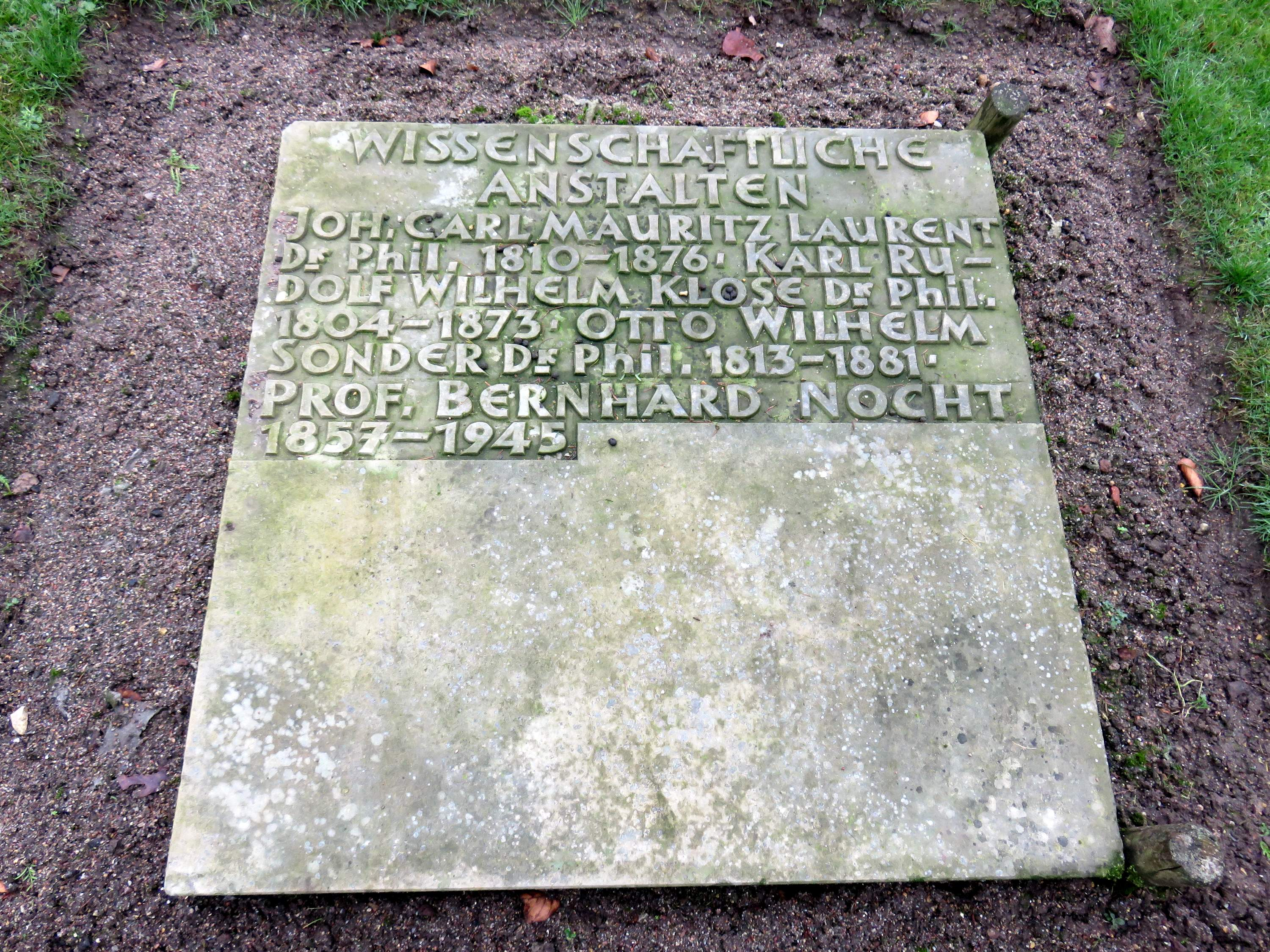
Grabmaltafel Althamburgischer Gedächtnisfriedhof Ohlsdorf

Ab 1842 lebte Klose wieder in seiner Heimatstadt. Ab 1846 war er dort wissenschaftlicher Mitarbeiter, am Johanneum ab 1851 Hilfslehrer und an der Stadtbibliothek ab 1853 Sekretär. Von 1856 bis 1862 war er außerdem an der Schule Collaborator.
Klose verfasste Beiträge zu theologischen Zeitschriften und zur ersten Auflage von Johann Jakob Herzogs Real-Encyklopädie für protestantische Theologie und Kirche. Außerdem schrieb er zehn Artikel für die Allgemeine Deutsche Biographie.
In Hamburg befindet sich im Bereich des Ohlsdorfer Althamburgischen Gedächtnisfriedhofs ein Sammelgrabmal („Wissenschaftliche Anstalten“) zu Ehren von Karl Rudolf Wilhelm Klose und anderen.

## Schriften
- Geschichte und Lehre des Eunomius. Universitätsbuchhandlung, Kiel 1833.
- Ein Beitrag zur Kirchengeschichte. Basilius der Große nach seinem Leben und seiner Lehre. Löffler'sche Buchhandlung, Stralsund 1835.
- Geschichte und Lehre des Marcellus und Photinus. Perthes, Hamburg 1837.